# Madan no Ō to Vanadis
Madan no Ou to Vanadis (魔弾の王と戦姫 Madan no Ō to Senki?, lit. El Rey de la bala mágica y la doncella guerrera) es una serie de novelas ligeras japonesas escritas por Tsukasa Kawaguchi e ilustradas por Yoshi☆o y Hinata Katagiri. En Madan no Ou to Vanadis,  el ficticio país europeo de Brune, bajo el liderazgo del rey Faron, en el borde de la guerra civil la salud del rey Faron se va deteriorando y se genera una lucha de poder entre los dos herederos del Reino. En respuesta, Zhcted, rival de largo plazo de Brune gobernado por las siete doncellas de la guerra llamadas Vanadis, envía desde Leitmeritz a Eleonora Viltaria atacar a Brune en medio de la guerra. Acompañado por Tigrevurmud Vorn, un noble de Brune y el único superviviente del asalto de Elen, deben restablecer la paz y el orden a Brune.
El primer volumen de Madan no Ou to Vanadis fue publicado por Media Factory el 25 de abril de 2011, con un total de 18 volúmenes, impresos bajo su sello MF Bunko J. Una adaptación a manga por Nobuhiko Yanai comenzó su serialización en la edición de noviembre de 2011 de la revista Monthly Comic Flapper, con 9 volúmenes tankobon. Una adaptación a anime de 13 episodios por Satelight que fue transmitido por AT-X y otras cadenas entre el 4 de octubre y 27 de diciembre de 2014. El anime está licenciado en Norteamérica por Funimation Entertainment y en Australia y Nueva Zelanda por Madman Entertainment. Anime Limited ha adquirido la licencia del anime para ser lanzado en el Reino Unido.

## Argumento
En una versión paralela de Europa, el rey Faron del reino de Brune (ブリューヌ Buryūnu?) sufre una enfermedad que conduce a una disputa entre los duques bruneses Felix Aaron Thenardier y Maximilian Bennusa Canelón para la dominación del poder. En respuesta, el reino rival de Brune, Zhcted (ジスタート Jisutāto?), envía desde Leitmeritz a la doncella guerrera (戦姫 Senki?) Eleonora Viltaria ("Elen") a enfrentárseles en batalla en los campos de Dinant. Tigrevurmud Vorn, conde del principado brunés de Alsace y único superviviente de la batalla, es posteriormente capturado por Elen y detenido en Leitmeritz. Más tarde, el conde brunés Mashas Rodant, con el ayudante de Tigre, Bertrand, informan a Tigre que Thenardier ha enviado a su hijo, Sion Thenardier, para someter a Alsacia. Con la ayuda de Elen, Tigre vuelve a Alsacia para salvar su tierra natal y matar a Sion. En el proceso, Tigre rescata a su criada Titta, que se une a él en su viaje. Elen viaja a la capital de Zhcted, Silesia, para informar al rey de Zhcted, "Viktor Arthur Volk Estes Tur Zhcted", acerca de sus invasiones y, con la ayuda de la doncella de la guerra de Polesia, Sofya Obertas ("Sofy"), ven la posibilidad de invocar la aprobación de Tigre por parte de Viktor como su general. Elen también se encuentra con Ludmila Lourie ("Mila"), con quien rivaliza y también es una partidaria de los Thenardier. Elen se reúne con Tigre y llegan a tierra de Mila, Olmütz para infiltrarse en la fortaleza de Tatra y darle batalla. Al darse cuenta de las intenciones de Tigre para salvar Alsacia, Mila profesa su neutralidad en la guerra. En los campos Orange, con la ayuda del vizconde deTerritoire, Hugues Augre, y su hijo, Gerard Augre las fuerzas combinadas de Brune y Zhcted se reorganizan en un ejército que se llama "Tormenta de meteoros de plata".
De vuelta en Brune, el marqués Charon Anquetil Greast es enviado por Canelón con la misión de matar a Tigre, pero es derrotado. Sofy informa a Tigre que ha sido acusado de traición por aliarse con Zhcted. Roland, un caballero brunés y capitán de la Orden de Navarre, combate a "la tormenta de meteoros de plata", pero son derrotados fácilmente. Roland viaja a la capital de Brune, la ciudad de Nice para defender la causa de Tigre ante Faron, sólo para que Canelón lo mate. Tigre descubre después que el reino de Muozinel (ムオジネル Muojineru?),  envía periódicamente expediciones esclavistas en Zhcted y Brune, así como a sus reinos vecinos, y está a punto de someter a la región sur brunesa de Agnes. Liderando "La tormenta de meteoros de plata" dentro de Agnes, Tigre batalla con las fuerzas muozinelianas y libera a sus ciudadanos; en el proceso, Mila forma una alianza con la tormenta de meteoros de plata. Tigre rescata a una joven que es la hija de Faron, Regin. Tigre y sus aliados se dan cuenta después de que Regin es la aparente heredera de Brune y que se hacía pasar por el antiguo príncipe, Regnas, que fingió su muerte y se exilió tras el ataque de Zhcted en Brune. Con la ayuda de Mila y Mashas, la tormenta de meteoros de plata fuerza a Muozinel a retirarse. Mientras tanto, Elen escucha de su amiga, Alexandra Alshavin ("Sasha"), que la doncella guerrera de Lebus, Elizaveta Fomina ("Liza") tiene planes de invadir el principado de Sasha, Legnica. Después de dar duelo a Liza hasta una posición crítica, Elen arregla un tratado de paz entre Lebus y Leitmeritz antes de reunirse con Tigre. Para probar el linaje real de Regin, Tigre y sus aliados entran en la Santa Cueva Saint- Groel y luchan con Thenardier y sus hombres; Bertrand muere en el proceso. Después de la muerte de Thenardier, el público celebra la victoria de Tigre y su campaña en Niza y Tigre es perdonado por sus acciones. Faron da más premios a Tigre como el de Caballero de Lumière, que sólo el primer ministro brunés Pierre Baudoin se da cuenta de que es el título tradicional dado a un aparente heredero. Después de la muerte de Faron, Regin se convierte en la reina de Brune. Mientras tanto, Canelón y Greast fue llevado cautivo, y están protegidos por la doncella guerrera de Osterode, Valentina Glinka Estes.
Seis meses más tarde, Tigre y Sofy son convocados al reino de Asvarre (アスヴァール Asuvāru?) para detener una guerra civil entre los príncipes Germaine y Eliot, debido a la muerte del rey; Tigre se hace amigo de Sasha y la doncella guerrera de Brest, Olga Tamm, en el proceso. Tigre acompaña a Sasha hacia Asvarre, en el proceso, se encuentra con el general asvarriano Tallard Graham. Como Eliot captura a Sofy y la detiene en Fort Lux, Tallard gestiona un motín y mata a Germaine. Al enterarse de la invasión, Eliot convoca al demonio Torbalan para luchar contra la campaña de Tigre, pero rescatan a Sofy y derrotar a sus soldados. Eliot es condenado a muerte y Tallard se convierte en Rey de Asvarre. En su camino de regreso a Zhcted, Tigre, Sofy y Olga son atacados por Torbalan y se separaron. Más tarde, Sasha y Liza dan batalla y matan a Torbalan, pero Sasha muere debido a su delicado estado de salud y el agotamiento.
Un amnésico Tigre despierta solo en Puerto Lipper. Liza encuentra a Tigre y lo lleva a Lebus al ridículo inicial de sus habitantes; Tigre finalmente gana su admiración. De vuelta en Silesia, Valentina traza para asumir el trono de Zhcted engañando a los herederos de Viktor -Eugene Shevarin, el conde de Pardu; e Ilda Krutiš, el duque de Bydgauche- a luchar entre sí. A petición del Tigre, Liza y Elen cooperan entre sí. Liza, Tigre y sus aliados viajar a Bydgauche a la batalla de Ilda, sólo para Tigre descubra que era otra prueba por el ministro de Lebus. Después de poner fin a la disputa entre Lebus y Bydgauche, Tigre se convierte en asesor de Lebus. Liza y Tigre pronto se encuentran con el demonio Baba Yaga, que se revela haber dado a Liza algunos de sus poderes a favor de su resentimiento contra Elen. Después de exigir a Liza que le devuelva sus poderes, Baba Yaga ataca a Tigre y Liza, pero es dominado y Tigre se separa de Liza. Tigre se encontró muy pronto por el soldado muozineliano Damad, que fue convocado por Kureys para aprender de su paradero, y los dos se hacen amigos entre sí. Damad comienza a sospechar de la verdadera identidad de Tigre y vuelve a Lebus antes de que Elen y sus aliados se reúnan con Tigre. Tras conocer la verdadera identidad de Tigre, Damad regresa a Muozinel. Mientras que Tigre y los demás se reúnen con Liza y luchan contra Baba Yaga una vez más, los recuerdos de Tigre se restauran y derrota al demonio, que es absorbida por Canelón. Después de que las fuerzas de Lebus repelen un ataque de un ejército de Polus, Liza y Elen concilian y Tigre se convierte en su mediador.
En el año siguiente, Sheravin se nombra heredero oficial de Viktor cuando la esposa viuda de Thenardier, Melisande, ordena al vecino reino de Zachstein (ザクスタン Zakusutain?) a invadir Brune. Tigre organiza los ejércitos de Zhcted y Brune en una alianza llamada los "Caballeros de la luz de Luna" para repeler la invasión. Poco después, Tigre se da cuenta de que los ciudadanos de Niza han sido engañados en pensar que Tigre está siendo acusado de traición, una vez más. Más tarde, la batalla entre los "caballeros de la luz de Luna"  y Valentina contra Canelón y Melisande; en el caos, Melisande se mató y Tigre limpia su nombre. Como una joven llamada Figneria Alshavin fue nombrada la nueva doncella guerrera de Legnica, Tigre convence a Asvarre para ayudar a repeler la invasión de Zachstein. Como los caballeros Moonlight están regresando a Niza, sin embargo, Greast tiende una emboscada a los "caballeros de la luz de Luna", que separa a Tigre y Elen de sus aliados de nuevo. En Muozinel, Mila se entera de lo que ocurrió con Elen y se reincorpora a Tigre en Brune. Mientras Greast intenta torturar a Elen, Mila y Tigre la rescatan. Tigre y sus aliados se reúnen con los "Caballeros de la luz de Luna" para derrotar a Greast, lo que le permite ser capturado y condenado a muerte. Después Tigre y Elen profesan su amor.

## Producción
Madan no ō to Vanadis entró en desarrollo después de que el autor Tsukasa Kawaguchi aceptó una oferta por el departamento editorial MF Bunko J para escribir una novela de fantasía para ellos. Kawaguchi aportó el concepto de un arquero joven varón y una mujer luchadora que usa una espada como los protagonistas, que fue aprobado por el departamento editorial. A sugerencia de la redacción, Kawaguchi incluyó siete chicas de combate adicionales y las llamó doncellas de guerra (戦姫 Senki?). Kawaguchi quería tener otra arma de una novela que había trabajado previamente en para Tigre. El videojuego de la franquicia  Monster Hunter dio a Kawaguchi la inspiración para desarrollar las habilidades de tiro con arco de Tigre.  Otras influencias de Tigre incluyen arqueros históricos como Nasu no Yoichi y Robin Hood. Kawaguchi se manifestó respecto, con las frases "El más fuerte Bishōjo de fantasía" así como "Bishōjo fantástico de Batalla" durante la parte temprana de desarrollo. Cuando Kawaguchi estaba planeando el segundo arco, que quería lanzarlo dentro de tres años. Sin embargo, su editor le solicitó que se debe establecer seis meses después del primer arco.
De acuerdo con Kawaguchi, fue influenciado por Record of Lodoss War, Fortune Quest, así como novelas ligeras extranjeras y nacionales (japonesas). También basa los cinco reinos principales en los países europeos, como Francia por Brune, Rusia por Zhcted, Persia para Muozinel, Alemania por Sachstein y el Reino Unido, por Asvarre.

## Personajes

### Principales
Los personajes principales de la serie.
Tigrevurmud Vorn (ティグルヴルムド＝ヴォルン Tiguruvurumudo Vorun?)
Seiyū: Kaito Ishikawa
Tigrevurmud, apodado Tigre (ティグル Tiguru?), es el protagonista principal de la historia. Introducido como el Conde de Alsace, él es un arquero quien disfruta cazar. Después él es invocado para dirigir la armada Brune en la Batalla de Dinant, Eleonora Viltaria obliteró la armada antes de capturar a Tigre y detenerlo en Leitmeritz. Poco después, él se convierte en uno de los generales de Elen. Sus acciones en el rescate a Alsace resultó en el siendo despojado de su título como Conde y es considerado un traidor. Cuando Tigre derrota a Duke Felix Aaron Thenadier, él se convierte en un héroe para los populachos de Brune y Zhcted; recuperando su título como un Conde y obteniendo dos títulos, Lumiere (Caballero de la luz de Luna) y Silvrash (Disparador Estrella). Él es rápidamente emboscado por el demonio Torbalan, lo que resulta en él perdiendo la memoria en el proceso. El toma el nombre de Urs después de su padre y es acogido por Elizaveta Fomina durante su estado de amnesia Eventualmente, el recupera sus memorias durante su batalla con Baba Yaga cuando él se encuentra con Elen de nuevo.
Su objeto principal es el Arco Negro (黒弓, Kuroyumi?), el cual es un arco usado por sus ancestros. El puede disparar tres flechas de una sola vez. Usando el Arifar de Elen, él es capaz de ampliar su habilidad hasta el punto donde puede destruir puertas.

### Vanadis
Eleonora Viltaria (エレオノーラ＝ヴィルターリア Ereonōra Virutāria?)
Seiyū: Haruka Tomatsu
Eleonora, apodada Elen (エレン Eren?), es una de las siete personajes titulares y la protagonista secundaria de la serie; ella captura y toma a Tigrevurmud Vorn como su prisionero poco después de presenciar sus habilidades de arquería. Ella tiene un cabello largo blanco y ojos rojos. Ella es la soberana de la animada principalmente de Leitmeritz y líder de su armada. Ella también es conocida como la Danceous de la espada (剣の舞姫 Merutisu?, lit. "Bailarina de espadas") y Princesa del viento del Flash Plateado (銀閃の風姫 Shiruvu Furau?). Teniendo dominado el Dragón Gear espada larga Arifal, ella puede usar el viento para cortar a través de escudos, yelmos, armaduras y dragones a voluntad, y Arifar parece tener conciencia de sí misma. Además de sus habilidades de combate ella también es una excelente estratega, capaz de derrotar numerosas fuerzas superiores con estratagemas inteligentes y haciendo el máximo uso de cualquier ventaja sus fuerzas tienen ventaja de sus oponentes. Su preferencia es usar caballería para flanquear el enemigo mientras ella misma pelea en el frente de sus filas. Ella es acompañada por su mascota Dragon Negro Lunie, quien Sofya Obertas es muy aficionada. Durante su temprana infancia, ella es elevada por el grupo mercenario "Silver Gale" y salva a Elizaveta Fomina del ridículo.
Durante la invasión de Zhcted a Brune, Elen y su armada domina la armada brunesa y captura a Tigre. Ella eventualmente lo recluta en su armada. Después de la Guerra Civil de Brune ella está de acuerdo en seguir a Tigre en su custodia por tres años como una manera de mantener la paz entre los Reinos de Zhcted y Brune, a pesar de que su motivo ulterior es seguirlo de cerca para que otras chicas no vayan a robárselo lejos de ella. Ella es encargada por el Rey Viktor de detener la pelear entre el Conde Pardu y el Duke Bydagauche, y es forzada a trabajar con Liza, encontrando al amnésico Tigre en el proceso. A pesar de sus declaraciones acerca de la identidad actual de Tigre, ella y Liza comienzan a pelear pero Tigre es capaz de apaciguar la situación y ella estar de acuerdo en trabajar juntas. Cuando Limalisha confirma la verdadera identidad de Tigre, Elen deja a Lebus para ayudar a Tigre, Liza y Lim pelean con Baba Yaga y Vodyanoy. Cuando ella está exhausta durante el combate, Tigre la abraza y eventualmente recupera sus memorias. Ella ayuda a Liza a matar el Conde de Polus como agradecimiento por cuidar a Tigre, después ella se reconcilia y Liza se convierte en aliada de Tigre.
Ludmila Lourie (リュドミラ＝ルリエ Ryudomira Rurie?)
Seiyū: Mariya Ise
Ludmila, apodada Mila, es una de las Siete Vanadis de Zhcted, a la vez como la soberana del principado nevoso de Olmütz, conocida como la Princesa de Nieve de la Onda Congelada. Ella tiene cabello corto azul, ojos azules y una figura delgada. Como con Eleonora Viltaria, ella es una táctica e incluso ella concede de mala gana que Mila es la mejor Vanadis librando batallas defensivas. Después del comienzo de la serie. Mila se convierte en una Vanadis después de que su madre muriera cuando tenía 14 años. A diferencia de la mayoría de las Vanadia que son escogidas por el Dragón Gear casi al azar, su Dragón Gear ha pasado de generación en generación de su familia desde el tiempo de su bisabuela, lo cual explicaría su orgullo como una Vanadis.
En primer lugar, ella es antagonista hacia Elen y Tigre por causa de su alianza entre su familia y los de Thenardier. Durante su duelo con Elen en la Fortaleza de Tatra, Tigre salva la vida de Mila de un asesino enviado por Thenardier y ella declara su neutralidad en la Guerra Civil de Brune. Ella regresa a ayudar a Tigre y su armada a defenderse de la armada invasora Muozinel. Ella se vuelve celosa cuando otras chicas quieren robarse a Tigre lejos.
Su Dragón Gear es una lanza corta llamada Lavias, capaz de manipular el hielo, sus habilidades incluyen invocar miles de fragmentos de hielo que pueden fácilmente apuñalar hasta la muerte a muchos atacantes, la creación de una pared de hielo, cambiando el clima a invierno y también es capaz de asesinar un Dragón a su máximo poder. Mila es una fan de beber té con gelatina y casi siempre carga un pequeño frasco con ella. Ella es burlada por Elen como una "patata" por su modesto tamaño de pecho y su estatura, el cual usualmente lleva a ambas a ponerse en pelas infantiles que tienen que ser mediadas por Sofya Obertas. Ella también es probada por Elen con sus sentimientos hacia Tigre.
Sofya Obertas (ソフィーヤ＝オベルタス, Sofīya Oberutasu?)
Seiyū: Ai Kayano
Sofya es una de las Siete Vanadis de Zhcted, soberana de la tierra de Polesia, ella tiene 20 años y es la mediadora actual y guardián moral de todas las Vanadis. Ella tiene cabello largo rubio, ojos color berilio (verde) y un cuerpo bien dotado, incluso más que el de Elen. Llamada la Princesa Brillante de la Flor de Luz, Sofy no le gusta la violencia y defiende su rol de cuidar de sus compañeras Vanadis de un conflicto indeseado. Elen la considera la mejor Vanadis en la política y recogida de información, e incluso le ha preguntado a ella para encontrar información acerca de que Vanadis tiene uniones con Thenardier y Gaelon, y también que tan fuertes son estas uniones. Esto fue después de que Sofy revelara que forma el revestimiento con Tigre haciéndose una enemiga de Ludmila Lourie, quien sus familiares tienen uniones desde su abuela. Ella también defiende el principio de que las Vanadis no deben poner emociones por encima de los asuntos del país, hasta la llegada de Tigrevurmud Vorn y conduce su curiosidad para profundizar después de que ella ve las extrañas relaciones de Elen y Mila con él. Esto especialmente incrementa hasta el punto de que se cuestiona si ella tiene sentimientos por el después él va a su rescate bajo las circunstancias las cuales podrían ser imposibles después de ser retenido por el Príncipe Eliott. De todas las Vanadis, Sofy es la única que sirve como guerrera y embajadora de Zhcted. Sofy raramente pelea a menos que sea necesario y ella está a menudo lejos de su territorio ya que ella es también una miembro de la corte del Palacio Real. Si es necesario pelear ella puede hacerlo con poder en términos iguales con Elen y Mila, pero debido a su pobre resistencia no puede durar mucho.
Su Dragón Gear es un bastón de sacerdotisa dorado llamado Zaht. A pesar de parecer no ser un arma peligrosa, Zaht sostiene el inmenso que incluso funciona como un escudo de energía para repeler cualquier arma, a pesar de que poderosos artefactos como Dragon Gears o como (Durandal) pueden dañar o romper el escudo. Los poderes Vanadis de Sofy están basados en la luz el cual puede se tan brillante como la luz solar para segar a sus enemigos quienes vienen cerca de ella cuando lo usa. Sus poderes de luz también tienen propiedades curativas. Debido a su personalidad y la apariencia no agresiva de Zaht, ella tiende a viajar a menudo como una embajadora, diplomática, o observadora para el Rey. Mientras investigaba una manera de derrotar demonios, ella viene a través de la leyenda del Rey de los Tiradores Mágicos y con su trayectoria podría convertirse en tanto un héroe, o el Rey Demonio.

## Contenido de la obra

### Novela ligera
Madan no Ou to Vanadis fue una serie de novelas ligeras escrita por Tsukasa Kawaguchi. Las ilustraciones fueron proporcionadas por Yoshi☆o para los ocho primeros volúmenes y Hinata Katagiri a partir del noveno. La primera novela ligera fue publicada por Media Factory el 25 de abril de 2011. 18 volúmenes han sido publicados bajo su imprenta MF Bunko J.
La serie está dividida en tres arcos. El primer arco cubre la guerra civil entre Brune y Zhcted. Consiste de los primeros cinco volúmenes a pesar de que Kawaguchi no confirmó que nombre debería usar cuando escribía el sexto volumen. El segundo arco consiste de los volúmenes cinco hasta el diez.El tercer arco consiste de los volúmenes once al quince.

#### Lista de volúmenes
| Capítulos | Fecha de publicación    | ISBN                   |
| 1         | 25 de abril de 2011     | ISBN 978-4-8401-3857-4 |
| 2         | 25 de agosto de 2011    | ISBN 978-4-8401-3970-0 |
| 3         | 22 de diciembre de 2011 | ISBN 978-4-8401-4339-4 |
| 4         | 25 de abril de 2012     | ISBN 978-4-8401-4553-4 |
| 5         | 24 de agosto de 2012    | ISBN 978-4-8401-4685-2 |
| 6         | 25 de enero de 2013     | ISBN 978-4-8401-4962-4 |
| 7         | 25 de julio de 2013     | ISBN 978-4-8401-5187-0 |
| 8         | 24 de enero de 2014     | ISBN 978-4-04-066154-4 |
| 9         | 23 de mayo de 2014      | ISBN 978-4-04-066749-2 |
| 10        | 24 de octubre de 2014   | ISBN 978-4-04-067124-6 |
| 11        | 25 de marzo de 2015     | ISBN 978-4-04-067477-3 |
| 12        | 24 de julio de 2015     | ISBN 978-4-04-067720-0 |
| 13        | 25 de noviembre de 2015 | ISBN 978-4-04-067958-7 |
| 14        | 25 de marzo de 2016     | ISBN 978-4-04-068180-1 |
| 15        | 25 de agosto de 2016    | ISBN 978-4-04-068601-1 |
| 16        | 25 de enero de 2017     | ISBN 978-4-04-069014-8 |
| 17        | 25 de julio de 2017     | ISBN 978-4-04-069348-4 |
| 18        | 25 de noviembre de 2017 | ISBN 978-4-04-069455-9 |

### Manga
Una adaptación a manga ilustrada por Nobuhiko Yanai empezó a serializarse en noviembre de 2011 en la revista Comic Flapper which, que fue publicada el 5 de octubre de 2011. El primer volumen tankōbon fue lanzado por Media Factory el 23 de abril de 2012. 10 volúmenes han sido publicados. Adicionalmente, una antología en formato yonkoma fue publicada por Media Factory el 23 de octubre de 2014. El manga está licenciado para los Estados Unidos por Seven Seas Entertainment.

#### Volúmenes
| Núm. | Fecha de publicación     | ISBN              |
| ---- | ------------------------ | ----------------- |
| 1    | 23 de abril de 2012      | 978-4-04-066569-6 |
| 2    | 23 de enero de 2013      | 978-4-04-066865-9 |
| 3    | 23 de marzo de 2013      | 978-4-04-066570-2 |
| 4    | 23 de octubre de 2013    | 978-4-04-066866-6 |
| 5    | 23 de abril de 2014      | 978-4-04-066545-0 |
| 6    | 23 de octubre de 2014    | 978-4-04-066880-2 |
| 7    | 1 de marzo de 2015       | 978-4-04-067295-3 |
| 8    | 19 de septiembre de 2015 | 978-4-04-067810-8 |
| 9    | 23 de marzo de 2016      | 978-4-04-068225-9 |
| 10   | 23 de septiembre de 2016 | 978-4-04-068536-6 |

### Anime
En el evento MF Bunko Summer School Festival 2013 Media Factory había anunciado que la adaptación a anime de Madan no Ou to Vanadis estaba en producción. En el evento 2014 MF Bunko Summer School Festival se anunció el reparto y el equipo a cargo; fue producido por Satelight y dirigido por Tatsuo Sato con Kaito Ishikawa como Tigrevurmud Vorn y Haruka Tomatsu como la voz de Eleonora Viltaria. Los 13 episodios fueron transmitidos por AT-X desde el 4 de octubre hasta el 27 de diciembre de 2014. Seis compilaciones en formato DVD y Disco Blu-ray fueron lanzados por Media Factory desde el 24 de diciembre de 2014 hasta el 27 de mayo de 2015. En conjunto con el anime, una miniserie semanal llamada Tigre and Vanadish (ティグルくんとヴァナディーちゅ Tiguru-kun to Vanadi-chu?), y una pequeña narración por Yuka Iguchi como Limalisha llamada Lim's Report, que fue estrenada en línea. Tigre and Vanadish está animado en 2D con personajes de talla chibi para reproducir pequeños segmentos de la novela ligera que fueron omitidos al producirse el anime. Lim's Report es un breve sumario y un análisis de las tácticas bélicas usadas por cada fuerza en cada episodio de la serie.
En América del norte, la serie ha sido licenciada por Funimation para transmitirse en su página web de video antes de lanzarse la serie en formato DVD y Blu-ray, y en Australia por Madman Entertainment. Crunchyroll ha licenciado la serie para transmitirse en Mesio Oriente, África del norte, América del Sur, y Europa, excluyendo los estados nórdicos, Reino Unido e Irlanda. Tras la adquisición de Crunchyroll por parte de Sony, la serie se trasladó a Crunchyroll obteniendo la licencia de la serie fuera de Asia.

#### Lista de episodios
| Arco del Arquero y la Vanadis |                                                                                               |                         |
| 1 | «Princesa del Viento del Campo de Batalla» «Senjō no kazehime» (戦場の風姫)                   | 4 de octubre de 2014    |
| El Conde Tigrevurmud Vorn de Alsace del Reino de Brune es hecho prisionero por Eleonora Viltaria, una doncella de guerra del reino vecino de Zhcted. Ella lo devolverá a Brune si se paga su rescate, pero ella tiene otra razón para mantenerlo cautivo.                                           |                                                                                               |                         |
| 2 | «El Regreso a Casa» «Kikan» (帰還)                                                            | 11 de octubre de 2014   |
| El duque Thenardier envía a su hijo Sion a arrasar el territorio de Tigre, Alsace. Tigre se prepara para regresar y defender su casa, pero como su prisionero, Elen impone condiciones para dejarlo ir. Titta defiende la Residencia Vorn mientras espera el regreso de Tigre.                      |                                                                                               |                         |
| 3 | «El Regreso del Tirador Mágico» «Yomigaeru Madan» (甦る魔弾)                                  | 18 de octubre de 2014   |
| Con la ciudad a salvo, Elen y Tigre hacen planes para expulsar al ejército de Sion de Alsace. Sin embargo, todavía son superados en número, tres a uno, y deben idear algunas estrategias brillantes si quieren tener éxito en la defensa de la patria de Tigre.                                    |                                                                                               |                         |
| Arco de las Dos Vanadis |                                                                                               |                         |
| 4 | «La Princesa de Nieve de la Onda Congelada (Mīcheria)» «Mīcheria» (凍漣の雪姫 (ミーチェリア)) | 25 de octubre de 2014   |
| Elen regresa a Zhcted, y responde ante el rey por invadir Brune sin su permiso, mientras que Tigre trata de reunir más ayuda. Ludmila, una de las otras doncellas de guerra, puede ser un obstáculo en la guerra de Tigre y Elen contra Thenardier.                                                 |                                                                                               |                         |
| 5 | «El Asalto de las Montañas Yatras» «Tatorasan Kōryakusen» (タトラ山攻略戦)                    | 1 de noviembre de 2014  |
| Cuando Mila deja abruptamente Rodnik, Elen teme que empiecen las hostilidades entre sus dos tierras. Sus dos ejércitos se encuentran en un campo de batalla nevado, pero cuando las fuerzas de Mila se retiran a un refugio seguro, Elen debe averiguar cómo va a reclamar la victoria.             |                                                                                               |                         |
| Arco de Roland |                                                                                               |                         |
| 6 | «Caballero Negro» «Kurokishi» (黒騎士)                                                        | 8 de noviembre de 2014  |
| Mila y Tigre llegan a un entendimiento. Se forma un ejército unido de hombres tanto de Brune como de Zhcted, liderado por Tigre y Elen, pero no está exento de dificultades. Sofy llega donde está Elen con malas noticias, mientras que Roland, el Caballero Negro, es enviado a lidiar con Tigre. |                                                                                               |                         |
| 7 | «Para Proteger» «Mamorutameni» (守るために)                                                   | 15 de noviembre de 2014 |
| Con Tigre gravemente herido, Elen toma el mando de sus hombres y se prepara para luchar contra las fuerzas de Roland al día siguiente. Mashas regresa de la capital con noticias del rey. Tigre y Titta son guiados por el arco negro en busca de un poder mayor.                                   |                                                                                               |                         |
| Arco de la Invasión de Muozinel |                                                                                               |                         |
| 8 | «Dos Mil vs Veinte Mil» «Ni-sen tai Ni-man» (二千対二万)                                      | 22 de noviembre de 2014 |
| Elen es llamada de vuelta a Zhcted por asuntos urgentes, dejando a Tigre y Ryurik a cargo de 1000 de sus hombres. Roland se dirige a la capital real para defender el caso de Tigre ante el rey. Una fuerza de invasión masiva de Muozinel amenaza a todo Brune.                                    |                                                                                               |                         |
| 9 | «Remolino de Rayos y Flamas Luminosas» «Kaminariuzu to kagayaku honō» (雷渦と煌炎)            | 29 de noviembre de 2014 |
| Elen visita a Sasha, y se entera de que Elizaveta, una de las otras doncellas de guerra, está atacando sus tierras. Mientras tanto, Mila y Tigre negocian los términos de su asistencia para expulsar al ejército invasor de muozinel.                                                              |                                                                                               |                         |
| 10 | «La Campaña de Ormea» «Orumea kaisen» (オルメア会戦)                                          | 6 de diciembre de 2014  |
| Con números abrumadores, el ejército de muozinel rodea la fortaleza improvisada en la cima de la colina, mientras las fuerzas de Tigre y Mila contraatacan. Pero con una batalla tan larga por delante, ¿podrán durar lo suficiente como para lograr la victoria?                                   |                                                                                               |                         |
| Arco de Regin |                                                                                               |                         |
| 11 | «Dos Doncellas de Guerra» «Senhime futari» (戦姫二人)                                         | 13 de diciembre de 2014 |
| La batalla contra Muozinel terminó. En los campamentos del Ejército del Meteorito Plateado en Perche, Regin hace un anuncio sorpresa a Tigre y los demás. Con sus dragones ahora maduros, Thenardier envía a su ejército para atacar al Ejército del Meteorito Plateado.                            |                                                                                               |                         |
| 12 | «La Gruta Sagrada (Saint-Groel)» «Sanguroeru» (聖窟宮 (サングロエル))                         | 20 de diciembre de 2014 |
| Después de descansar brevemente de la batalla con el ejército de Thenardier, Tigre y los demás planean abrirse camino a la Gruta Sagrada debajo de Artesium, para establecer la identidad real de Regin. Sin embargo, Thenardier tiene otros planes para ellos una vez que llegan.                  |                                                                                               |                         |
| 13 | «El Amplio Mundo» «Hirogaru sekai» (広がる世界)                                               | 27 de diciembre de 2014 |
| Devastado por la pérdida de su padre sustituto, Tigre es confortado por Elen. Badouin aparece, e invita a Regin a volver a ver al rey, que ha recuperado sus sentidos. Sin embargo, Thenardier se interpone en su camino, y un enfrentamiento final entre él y Tigre espera!                        |                                                                                               |                         |